# Får jag låna din fru?
Får jag låna din fru? är en svensk komedifilm från år 1959 i regi av Arne Mattsson.

## Handling
Bertil Lund jobbar på en firma som sysslar med babyartiklar. Hans förman erbjuder honom att bli vice vd i företaget och han har alla förutsättningar för att bli befordrad, men han saknar hustru. Bertils vän Torbjörn har en idé: Bertil kan låna Torbjörns fru Ulla och säga till alla att hon är hans hustru. När kollegerna får höra att han gift sig, får Bertil många problem att ta hand om.

## Om filmen
Filmen är en svartvit film på 104 minuter. Den är internationellt känd under den engelska titeln Lend Me Your Wife. Filmen hade premiär i Stockholm den 22 juni 1959 och har sänts i SVT flera gånger, bland annat i november 2018. Den är baserad på romanen Lån mig din kone av Erik Pouplier.

## Filmroller (i urval)
- Sven Lindberg – Bertil Lund, tjänsteman
- Elsa Prawitz – Ulla Ejners
- Edvin Adolphson – Fredrik Fredriksson, direktör
- Annalisa Ericson – Fanny Håkansson, sekreterare
- Bengt Brunskog – Torbjörn Ejners, arkitekt, Ullas man
- Mona Malm – Ingrid Fredriksson, Fredriks dotter
- Nils Hallberg – Kurre Bergman, försäljare[1]
- Torsten Winge – Husander, präst
- John Norrman – Hansson, kamrer
- Birgitta Ander – kontorist
- Lena Granhagen – Stella Sandell, hotellvärdinna